# 스펙클 이미징

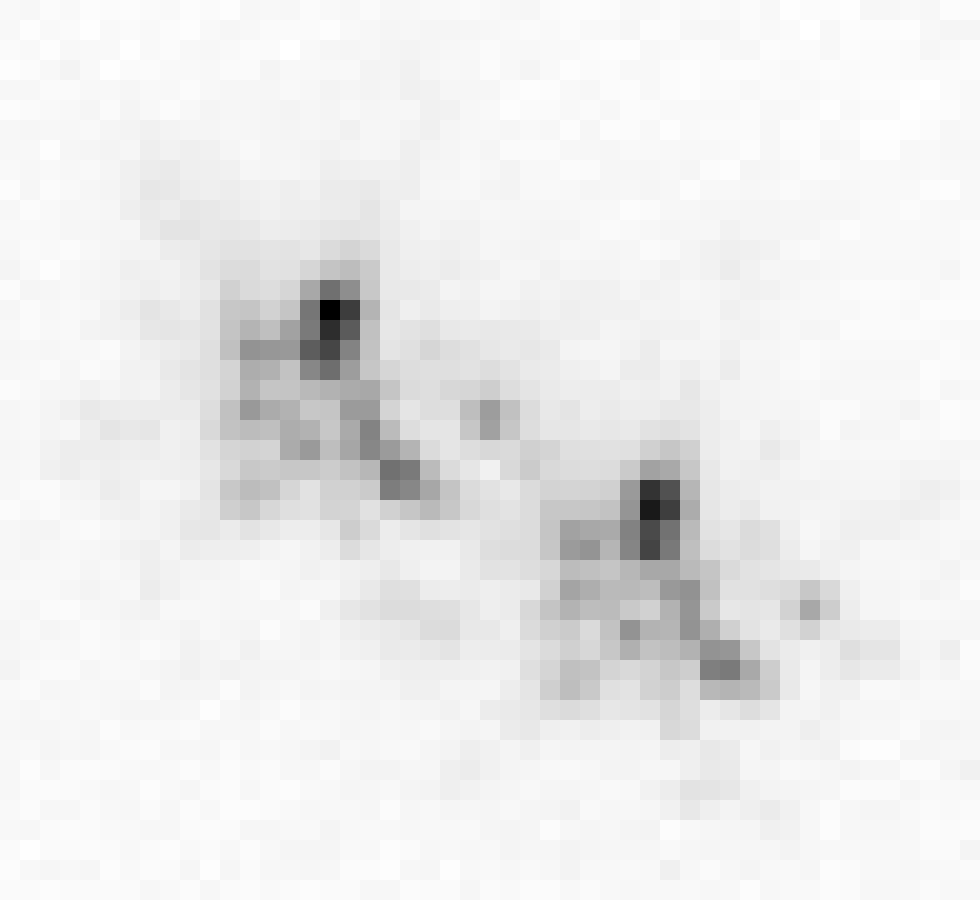

각각의 별은 한 점으로 나타나야 정상이지만 대기로 인해 두 별로 분리된 스펙클 이미지 (왼쪽 위와 오른쪽 아래 반점)로 촬영되었다. 이 사진의 두 반점은 촬영한 카메라의 좋지 못한 화질 때문에 알아보기 어렵다. 두 별이 빠르게 엉켜서 돌기 때문에 카메라를 장시간 노출하여 촬영할 경우 하나의 방울로 보인다. 촬영한 망원경의 직경은 7r0이다.

사용된 망원경의 직경은 약 7r0이다. 별을 관측할 때 이미지가 어떤 방식으로 여러 거품(혹은 반점)처럼 산란되어 보이는지 알 수 있다. --완전히 대기적 효과이다. 스펙클 이미징 기법은 이러한 객체의 이미지를 재창조해서 천체 관측시 대기에 의해 조작되기 전의 이미지를 얻으려 한다. 이 무비에는 망원경 자체의 진동도 포함되어 있다.
스펙클 이미징(speckle imaging)은 대기 난류의 영향 아래서 짧은 노출로 이미지를 다량 촬영하고 분석하여 고품질의 천체 이미지를 표현해내는 기법이다. 스펙클 이미징은 쉬프트 엔 에드 기법과 스펙클 간섭법과 조금 다르다고 할 수 있다. 이런 기법들은 지상에서 망원경을 이용하여 관측하는데 상당한 품질 향상을 제공하지만 밝은 개체에 용이하다는 한계가 있다.

## 설명
이런 기술들의 원리는 촬영하고자 하는 천체의 객체를 아주 짧은 노출로 촬영하고 다른 천체 현상에 의한 효과들을 제거하는 것으로 이뤄져 있다. 이런 기술들을 통해서 많은 발견을 해낼 수 있는데, 가장 흔한 예가 일반적으로 동일한 크기의 망원경으로 장시간 노출 촬영했을 때 하나의 별처럼 나타나는 쌍성계에 대한 촬영이다. 그리고 많은 별들에서 나타나는 흑점과 비슷한 현상들을 이 방법으로 촬영하였다. 이런 기술들은 아직도 많이 사용되고 있지만 특히 밝은 별을 촬영할 때 쓰이고 있다.
망원경의 해상도는 프라운호퍼 회절이라는 효과 때문에 주경의 크기에 제한된다. 망원경으로 관측할 때 관측되는 개체는 에어리 원반이라 불리는 한 작은 점에 찍히게 되는데, 이 점보다 가까운 거리에 나타나는 객체들은 하나의 단일한 개체로 보이게 된다. 따라서 주경의 지름이 넓은 망원경일 수록 어둡게 보이는 개체 뿐 아니라 (또한 빛을 더 많이 모으기 때문에) 작게 나타나는 개체도 촬영할 수 있다.
이러한 화질 향상은 대기라는 현실적인 한계에 의해 제한되는데, 이 대기로 인해 발생하는 무작위적인 자연적 간섭 때문에 에어리 원반에 집중되는 이미지가 비슷한 크기의 점으로 좀 더 넓은 범위로 쪼개진 패턴으로 관측(우측 문단 참조)되게 된다. 일반적인 관측에서는, 망원경에서 기계적으로 가능한 화질 한계보다 천문학적 관측에서 표현하는 r0 계수 – 관측하기 충분한 조건에서 직경의 약 20 cm – 만큼의 현실적인 관측 한계에 부딪히게 된다. 수 년 동안 망원경의 성능은 스펙클 간섭법의 도입과 적응광학에서 해결책을 찾을 때까지 이런 기술적 문제에 의해 제한되었다.
스펙클 이미징은 원본 이미지를 이미지 프로세싱 기법으로 재창조한다. 이 기술의 핵심은 미국의 천문학자였던 데이빗 L. 프라이드에 의해 1966년에 발견되었다. 이것은 대기가 잠시 변동하지 않는 짧은 순간에 이미지를 촬영하는 것이다. 적외선 이미지의 경우, 노출 시간은 약 100 밀리세컨이지만 촬영하기 좋은 조건일 수록 10 밀리세컨까지 늘린다. 이렇게 짧은 순간에 노출시켜 촬영할 경우 대기로 인한 모든 장애들이 굉장히 줄어들게 되며; 실제로 촬영되는 이미지는 그 순간에 찍힌 순간적인 이미지들이 된다.
물론 단점이 있다: 이미지를 이렇게 짧은 순간에 노출하여 촬영하는 것은 어렵고 촬영하고자 하는 객체가 지나치게 어두울 경우 빛이 충분하지 않아 분석조차 불가능하게 된다. 이 기법이 사용되기 시작한 초창기였던 1970년 대에는 제한된 크기의 촬영 기법으로만 가능했고, 약 7%의 적은 빛만의 객체를 촬영함에 따라 충분히 밝은 개체만을 이 방법으로 촬영할 수 있었다. 그러나 순간적으로 70%가 넘는 빛을 포착할 수 있는 기술인 CCD가 천문학에 도입됨에 따라 이 기법에서 이러한 광도의 한계를 낮출 수 있게 되었다. 오늘날 이 기술은 밝게 빛나는 별과 행성계에 대한 촬영에서 광범위하게 이용되고 있다.
많은 수의 보다 간단한 스펙클 이미징 기법들이 여러 이름으로 존재하지만 대부분 아마추어 천문학자들이 이 오리지널 기법을 토대로 재창조하면서 만들어내며 이름 붙인 것들이다.
더욱이, 최근에는 산업적인 측면에서 이 기법을 응용하여 장비들이 개발되고 있다. 예컨대 표면의 레이저를 더 밝게 빛나게 함(보다 부드러운 파동면은 먼 별을 더 정확하게 나타냄)으로써 결과적으로 얻는 스펙클 패턴에서 결함에 대한 자세한 이미지를 얻어낼 수 있다.

## 종류

### 쉬프트 엔 에드 기법을 기반으로 한 기술들
쉬프트 엔 에드 기법은 이미지 스택킹 기법이라고도 불리며 짧은 순간의 노출로 촬영한 이미지들을 가장 밝은 스펙클을 이용하여 일렬로 나열하고 하나의 평균적인 결과 이미지로 나타내는 것이다. 럭키 이미징 접근 방법으로는, 오직 가장 훌륭한 품질의 짧은 노출 이미지만이 평균화에 선택된다. 초기 쉬프트 엔 에드 기법은 이미지의 도심(圖心)에 따라 이미지를 정렬했고, 더 낮은 값의 스트렐 비율의 이미지를 얻을 수 있었다.

### 스펙클 간섭법을 기반으로 한 기술들
1970년대에 프랑스의 천문학자였던 앙투앙 라베리는 푸리에 분석(스펙클 간섭법)을 통해 스펙클 패턴들에 대한 통계학적 특성으로부터 대상 객체의 구조에 대한 고품질의 정보를 얻을 수 있는 것을 밝혀내었다. 그리고 80년대에는 이 방법을 발전시켜 파워 스펙트럼 정보를 토대로 단순한 이미지들을 재구성할 수 있게 하였다.
스펙클 마스킹이라 불리는 또 한가지의 최신 스펙킹 간섭법은 촬영한 짧은 노출 이미지로부터 바이스펙트럼 혹은 클로저 페이즈의 계산과 관련되어 있다. 평균 바이스펙트럼은 그 뒤에 계산되고 변환되어 이미지를 얻는데 사용된다. 이 작업은 특히 어퍼쳐 마스크를 많이 이용한다. 이 방식에서 망원경은 다른 어떤 방법에서보다 나은 (광학적 간섭법을 위한) 분해 능력을 얻기 위해 빛이 들어오게 하는 몇 개의 조리개를 제외하고 닫혀진다. 이러한 어퍼쳐 마스킹 기법은 영국 캠브리지 대학의 캐번디쉬 천체물리학 그룹에 의해 개척되었다.
이 훌륭한 기술의 한가지 커다란 문제점은 이 기술이 이미지에 대한 방대한 컴퓨터 작업이 필요하다는 것이다. 그래서 이 기술을 처음 개발했을 당시에는 실제로 활용하기가 매우 어려웠다. 하지만 해가 감에 따라 컴퓨터가 차츰 발전하고 이런 문제는 금세 사라졌다. 현재는 일반 데스크탑 컴퓨터로도 기법에 필요한 사소한 작업을 처리할 수 있을만큼 충분한 컴퓨팅 파워를 가지고 있다.

## 생물학에서
스펙클 이미징 기법이 생물학에 연관하여 쓰일때는 주로 주기적 세포 요소 ( 사상체나 섬유질)에 라벨을 달때 이용된다. 그렇게 함으로써 계속적이고 일반적인 구조가 아니라 특정한 세트의 반점으로 나타난다. 또한 이름 붙이지 않은 세포 요소 안에서 특정 세포 요소에서 통계적 분포를 구할 수 있다. 다이나믹 스펙클이라 알려진 이 기술은 다이나믹한 시스템 안에서 리얼-타임 모니터링을 가능하게 하고 생물학적 과정을 이해하기 위한 분석에 이용된다.

## 다른 보기
- 천문학적 시상
- 홀로그래픽 간섭법
- 전자 스펙클 패턴 간섭법
- 바이스펙트럼 분석
- 광학적 간섭법
- 구경 합성
- 어퍼쳐 마스킹 간섭법
- 회절 제한 시스템
- 럭키 이미징
- 초고화질 이미징

## 예시 이미지
이것은 모두 적외선 AO나 IR 간섭법을 (스펙클 이미징이 아닌) 통해 얻어졌다. 이는 또한 허블 우주망원경으로 얻을 수 있는 이미지보다 높은 화질의 이미지를 제공한다. 스펙클 이미징 기법으로는 이것보다 4배 더 나은 화질의 이미지를 얻을 수 있다.
- WR 104
- WR 98a
- LKHa 101
- MWC 349A
- Betelgeuse

## 같이 보기
- 개구 차폐 간섭법
- 회절 한계